# 宋鸿锵
宋鸿锵（1916年—2005年），男，江苏苏州人，中国药物化学家，曾任中国人民解放军军事医学科学院研究员、博士生导师。宋鴻釗弟，宋湛謙父。